# Lomita
Lomita je město (city) v okrese Los Angeles County ve státě Kalifornie ve Spojených státech amerických. Žije zde přibližně 21 tisíc obyvatel. Město se nachází severně od pohoří a poloostrova Palos Verdes, v jižní části okresu, 29 kilometrů jihojihozápadně od centra Los Angeles, a je součástí metropolitní oblasti Velké Los Angeles. Sousedí s městy Torrance, Los Angeles (čtvrť Harbor Gateway), Rancho Palos Verdes a Rolling Hills.
Osada byla v této oblasti založena v roce 1907 a následně se rychle rozvíjela. Městská samospráva byla zřízena v roce 1964.